# Fanny Schreck
Pour les articles homonymes, voir Schreck.
Fanny Schreck, née Franziska Ott le 11 juin 1877 à Ulm, à l'époque dans le royaume de Wurtemberg (Empire allemand), actuellement en Allemagne, et morte le 11 décembre 1951 à Ulm-Söflingen (Allemagne de l'Ouest), également connue sous le nom de Fanny Schreck-Normann, est une actrice allemande.

## Biographie
Fanny Schreck reçoit des bonnes critiques pour ses rôles au théâtre.
L'actrice et son mari Max Schreck jouent dans leur film le plus connu, Nosferatu le vampire (1922). Elle tient le rôle — non crédité — d'une infirmière et son mari est le vampire, le comte Orlock. En 1937-1938, elle est artiste pour la Reichs-Rundfunk-Gesellschaft (de).

### Vie privée
Fanny Schreck s'est mariée en 1910 avec l'acteur Max Schreck.

## Filmographie partielle

### Au cinéma
- 1922 :  Nosferatu le vampire : infirmière à l'hôpital  (non créditée)
- 1922 : Die Talfahrt des Severin Hoyey  (comme Fanny Schreck-Normann)
- 1931 : Les Treize Malles de monsieur O. F. d'Alexis Granowsky : la belle-mère de Dorns
- 1935 : Ehestreik (en) de Georg Jacoby : Drahmbäuerin
- 1935 :  La Fille des marais de Douglas Sirk (comme Fanny Schreck-Normann)
- 1936 : Der Jäger von Fall (en) de Hans Deppe : Mutter Obermeier
- 1937 : Die Nichte aus USA  (court métrage)
- 1939 : Silvesternacht am Alexanderplatz (en)
- 1939 : Die Stimme aus dem Äther (de) de Harald Paulsen : la souffleuse
- 1940 : Rote Mühle
- 1940 : Der Herr im Haus (en)
- 1940 : Eine Stunde : la mère (court métrage)
- 1943 : Alles aus Liebe